# Le Miroir obscène
Pour plus de détails, voir Fiche technique et Distribution.
Le Miroir obscène (Al otro lado del espejo) est un film fantastique franco-espagnol coécrit et réalisé par Jesús Franco, sorti en 1973.

## Synopsis
Depuis la mort de sa mère, Ana Olivera vit seule avec son père dans une vaste propriété sur une île de Madère. Ce dernier lui porte une affection troublante à la lisière de l'inceste et ne supporte pas de voir sa fille en compagnie d'un autre homme. Jusqu'au jour où elle s'apprête à se marier avec Arturo, fraîchement diplômé en archéologie. Blessé par sa décision, il ne peut que soumettre à sa volonté. Mais, le jour où elle essaye sa robe de mariée, Ana découvre son père pendu devant grand miroir de son salon. Fou de chagrin  à l'idée de la voir s'éloigner de lui, il a préféré se donner la mort.
Après l'enterrement, Ana renonce à se marier avec Arturo. Sa tante s'installe dans le domaine, tandis qu'elle fait ses bagages et part à Lisbonne. Pianiste et chanteuse de cabaret, elle joue  avec une formation de jazz dans un club de ville. Elle retrouve aussitôt l'amour dans les bras de Bill, le trompettiste du groupe. Mais Ana semble être hantée par le spectre de son père. Le jour où Bill, après lui avoir des avances pressantes, lui déclare sincèrement sa flamme, son paternel apparaît dans le miroir de la chambre d'Ana. Il lui demande de le rejoindre dans l'au-delà et lui interdit d'être aimée par un autre homme que lui. Son message se concrétise par la matérialisation d'une dague ancienne à la lame recouverte de sang séché. Chaque fois qu'un homme lui déclarera son amour, Ana devra le tuer avec cette arme pour satisfaire son père mort...

## Fiche technique
- Titre original : Al otro lado del espejo
- Titre français : Le Miroir obscène
- Titre français alternatif : Le Miroir cochon ou Outre-tombe
- Réalisation : Jesús Franco
- Scénario : Jesús Franco et Nicole Guettard
- Montage : Mercedes Alonso et Gilbert Kikoïne
- Musique : Adolfo Waitzman
- Photographie : Antonio Millán, Alberto Proust et Howard Vernon
- Production : José María Forqué, Robert de Nesle et Mario Morales
- Pays de production :  France,  Espagne
- Langue originale : anglais
- Format : couleur
- Genre : fantastique
- Durée : 82 minutes
- Dates de sortie : 
  - Italie : 1973
  - France : 3 septembre 1975

## Distribution
- Emma Cohen : Ana Oliveira / Annette Whitman
- Howard Vernon : le père d'Ana
- Robert Woods : Bill
- Françoise Brion : Tina
- Philippe Lemaire : Pipo
- Alice Arno : Carla
- Ramiro Oliveros : Miguel Ferrara / Michel
- María Bassó : Elvira
- Ada Tauler : Stefania
- Roger Sarbib : comte Herman
- Wal Davis : Arturo Barbour
- Lina Romay : Marie Madeleine Whitman
- Chantal Broquet : Angela (non créditée)
- Carmen Carbonell : Tante Elvire (non créditée)
- Jesús Franco : le pianiste (non crédité)